# Lanquetot
Lanquetot település Franciaországban, Seine-Maritime megyében. Lakosainak száma 1147 fő (2022. január 1.). Lanquetot Beuzevillette, Bolbec, Bolleville, Gruchet-le-Valasse és Raffetot községekkel határos.

## Népesség
A település népességének változása:
| Lakosok száma | 1101 | 1128 | 1154 | 1147 | 1156 | 1161 | 1156 | 1152 | 1147 |
|               | 2013 | 2015 | 2016 | 2017 | 2018 | 2019 | 2020 | 2021 | 2022 |